# Aipysurus foliosquama
Aipysurus foliosquama é uma espécie de réptil da família Elapidae endêmica da Austrália.

## Distribuição geográfica e habitat
A espécie é encontrada apenas nos corais Ashmore e Hibernia no Oceano Índico no noroeste da Austrália.